# 功山寺

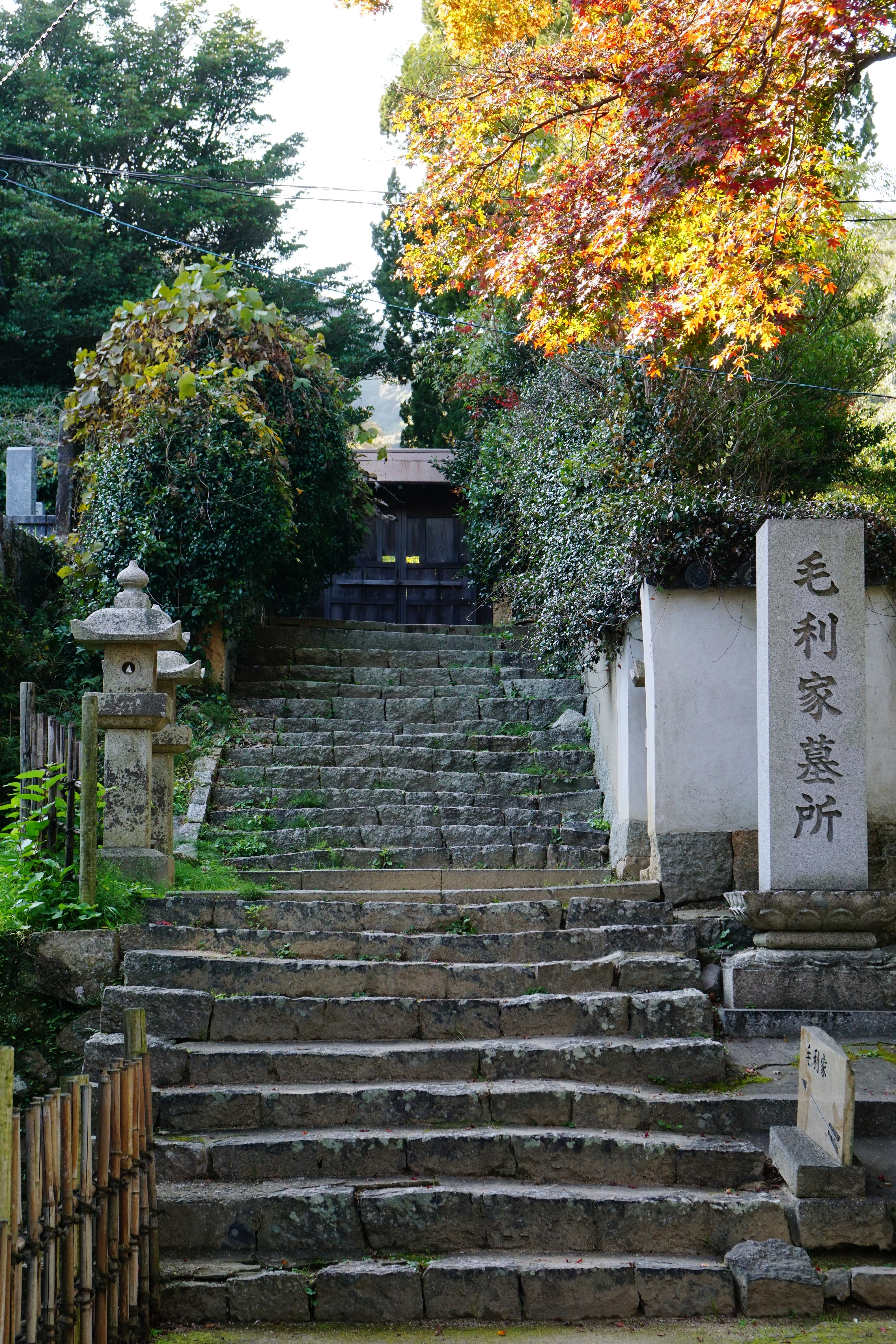
毛利家墓所

功山寺（こうざんじ）は、山口県下関市長府にある曹洞宗の寺。長府毛利家の菩提寺。山号は金山（きんざん）。中国三十三観音霊場第十九番札所、山陽花の寺二十四か寺第九番。
仏殿は、善福院釈迦堂とともに鎌倉時代の禅宗様建築を代表するもので、国宝に指定されている。

## 歴史
嘉暦2年（1327年）、虚庵玄寂を開山として臨済宗の長福寺として創建された。開基は北条時仲と推定されている。なお、仏殿の建立は上記創建年より早い元応2年（1320年）である。正慶2年（1333年）に後醍醐天皇の勅願寺となり、建武3年（1336年）には足利尊氏から寺領が寄進されるなど、朝野の尊崇を得て栄えた。
室町時代には大内氏の庇護を得、文明8年（1476年）には大内政弘によって復興された。弘治3年（1557年）、周防大内氏最後の当主大内義長が境内で自害した後、寺は一時衰退する。
慶長7年（1602年）、長府藩主毛利秀元が金岡用兼を招聘し、曹洞宗の笑山寺として再興した。慶安3年（1650年）、秀元の没後、功山寺に改名された。
幕末の文久3年（1863年）、七卿落ちで京を逃れた7名の公卿のうち5名が滞在。高杉晋作は当寺で挙兵した（回天義挙）。

## 文化財

### 国宝
- 仏殿 - 柱の墨書により元応2年（1320年）の建立と判明する。入母屋造、檜皮葺き。一重裳階（もこし）付き。方三間の身舎の周囲に裳階をめぐらした形になる。堂内には本尊千手観音坐像を安置する。典型的な禅宗様仏殿で、鎌倉時代にさかのぼり、建立年代の明らかなものとして貴重である。

### 県指定文化財
- 地蔵菩薩半跏像 - 延命地蔵とも
- 楊柳観音画像 - 高麗王朝期

### 市指定文化財
- 山門 - 安永2年（1773年）
- 経蔵 - 輪蔵とも。寛政11年（1799年）
- 書院 - 七卿潜居の間。実際に滞在したのは5卿
- 韋駄天像 - 鎌倉時代末期
- 千手観音菩薩坐像 - 鎌倉時代末期
- 二十八部衆像 -
- 金岡用兼画像 - 室町時代中期
- 毛利秀元画像 - 江戸時代初期
- 大洞覚仙画像 - 江戸時代、狩野陽信作

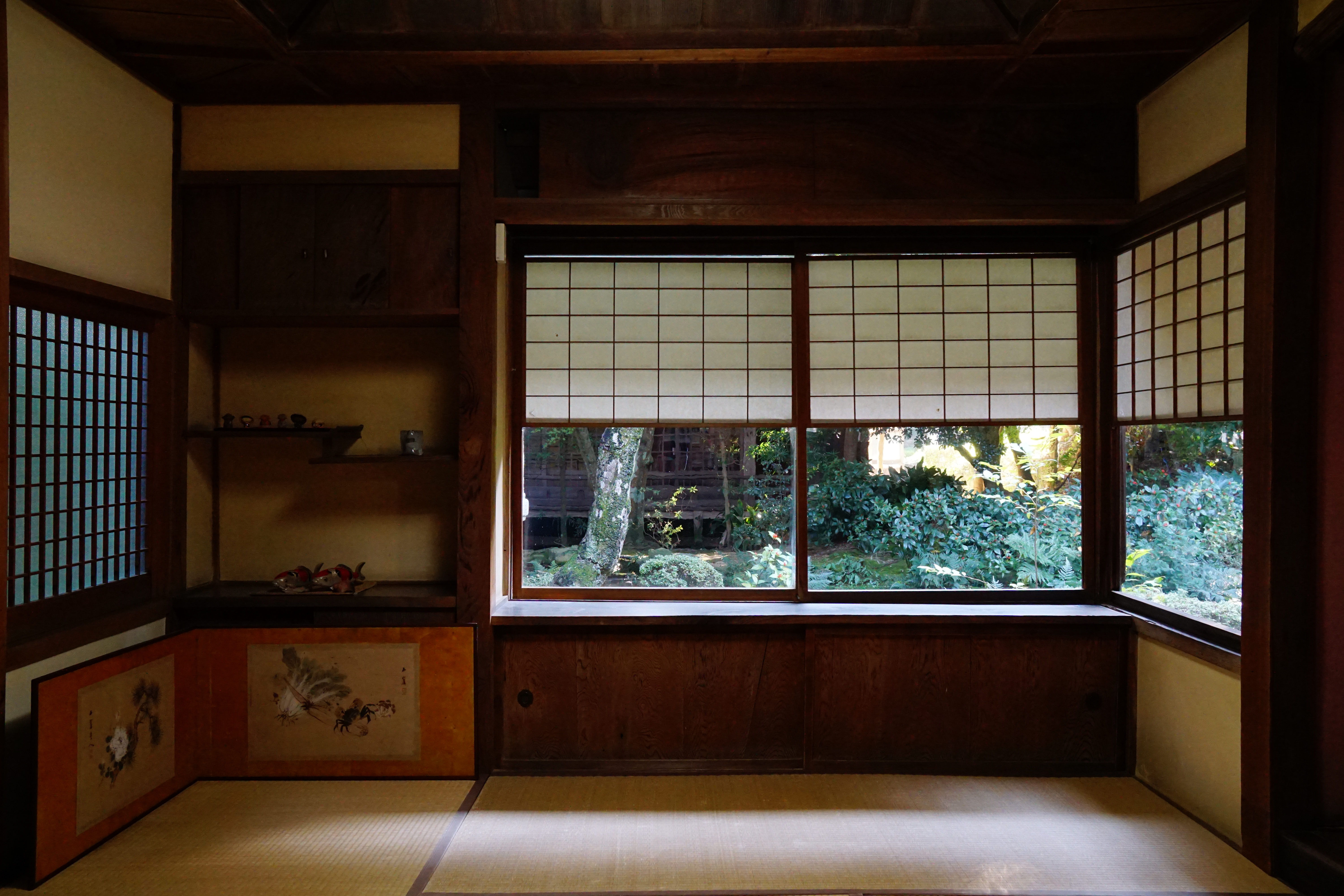
書院「七卿潜居の間」
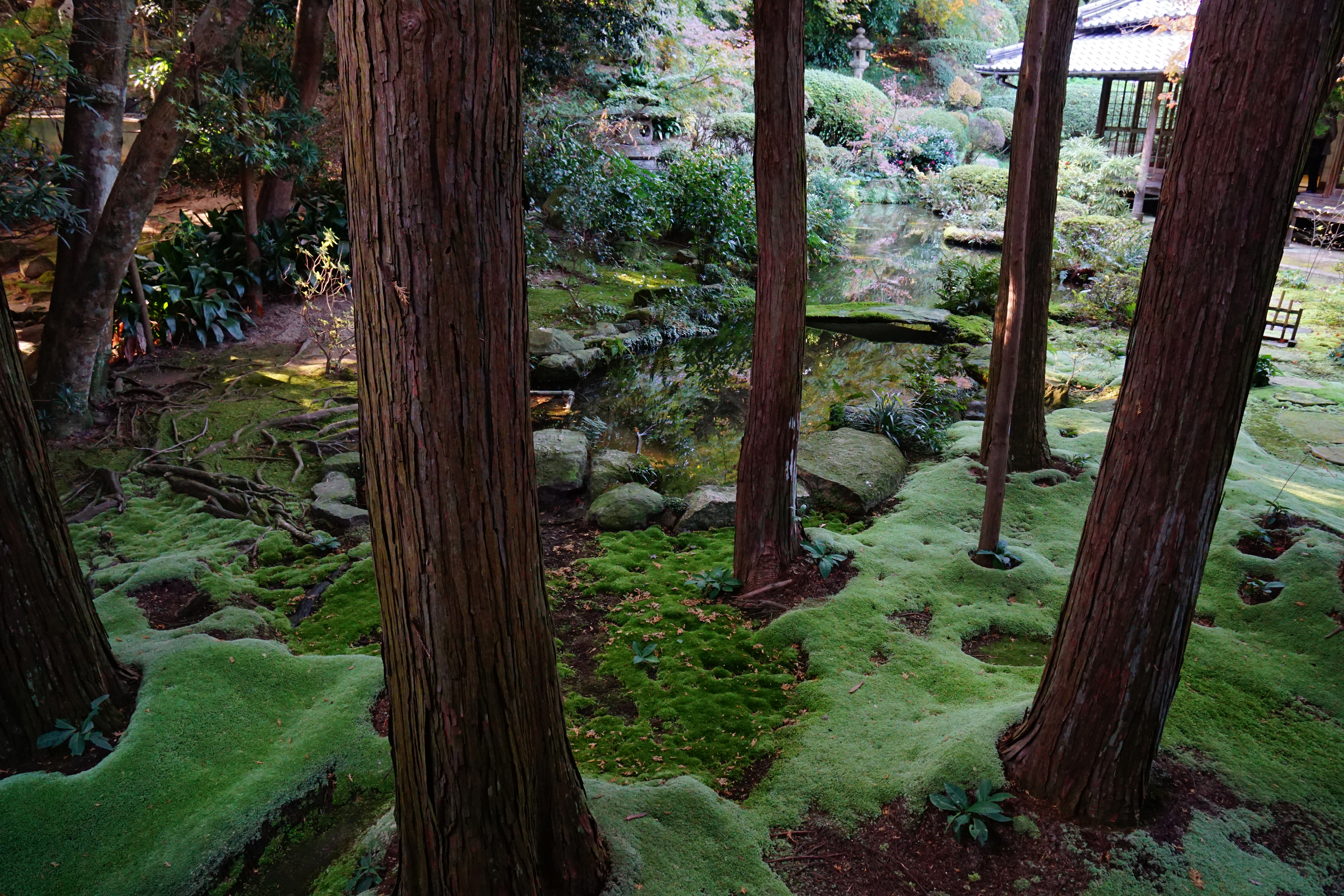
書院庭園
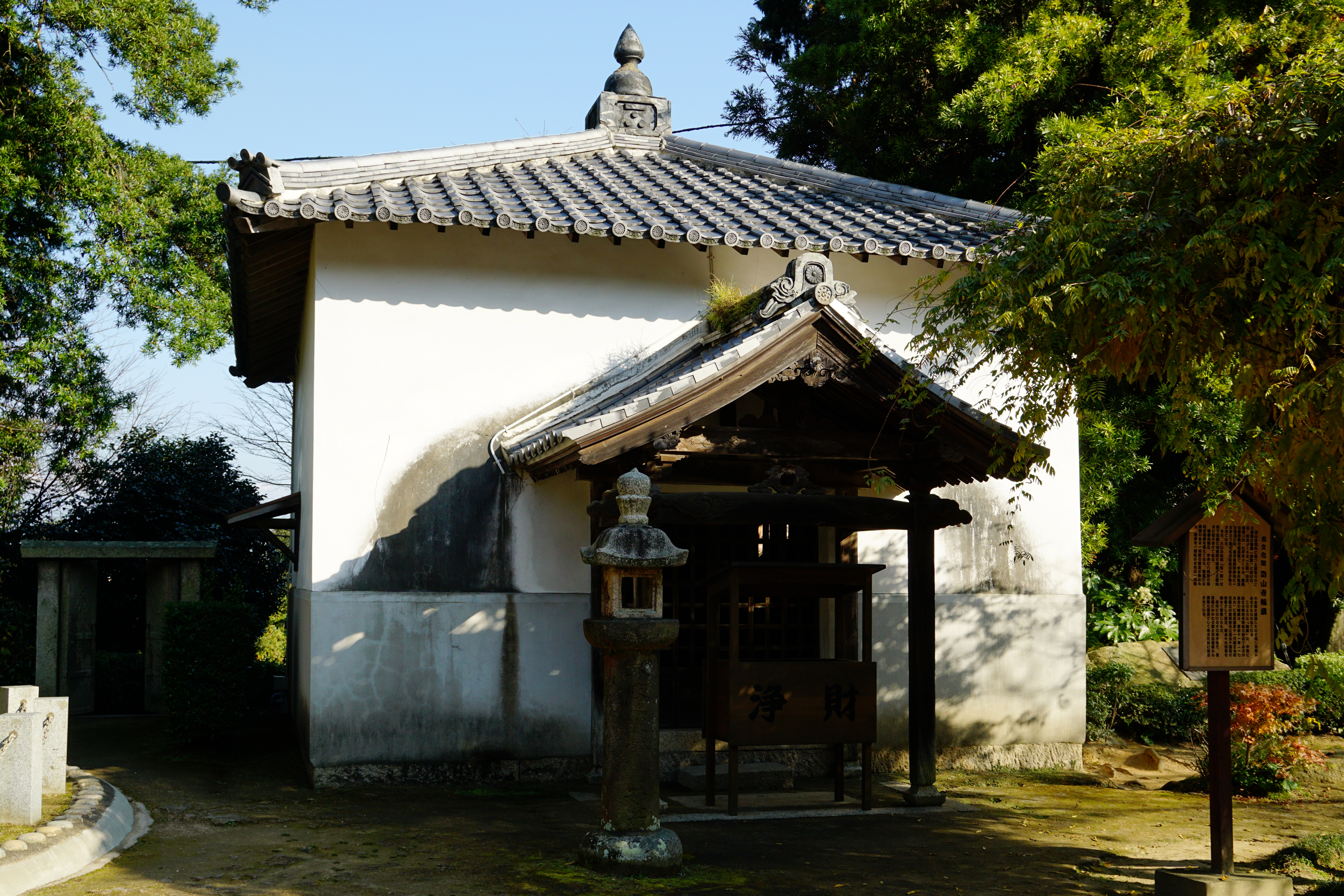
経蔵

### 国の登録有形文化財
- 総門 - 軸部は室町時代中期の形式を残すが、軒回りは江戸時代に改変されている。禅宗様、四脚門、木造、瓦葺き、間口4.4m[1]
- 旧長門尊攘堂 - 1933年築、鉄筋コンクリート造平屋建、瓦葺、建築面積315平方メートル。2016年まで、下関市立長府博物館本館として使用

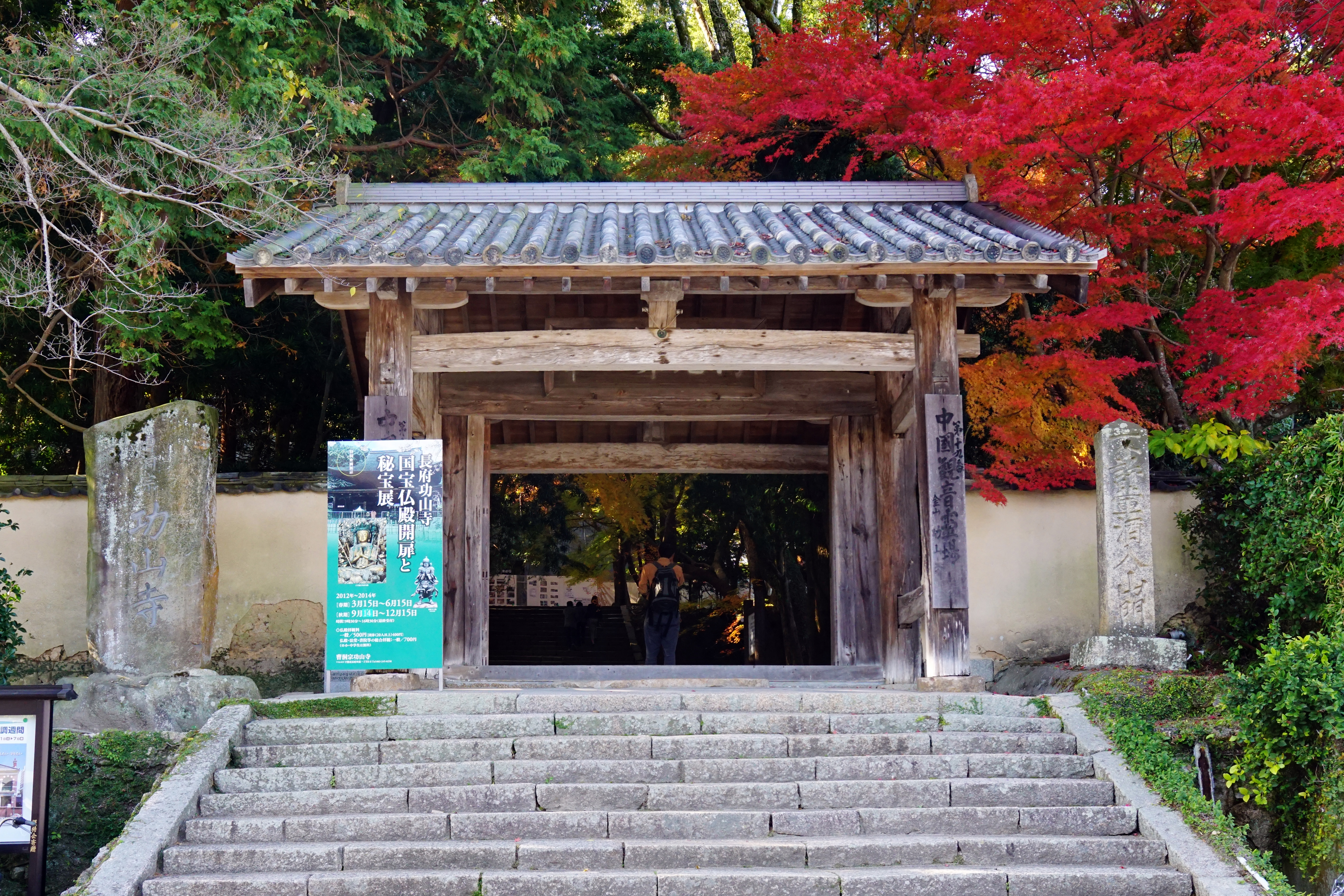
総門
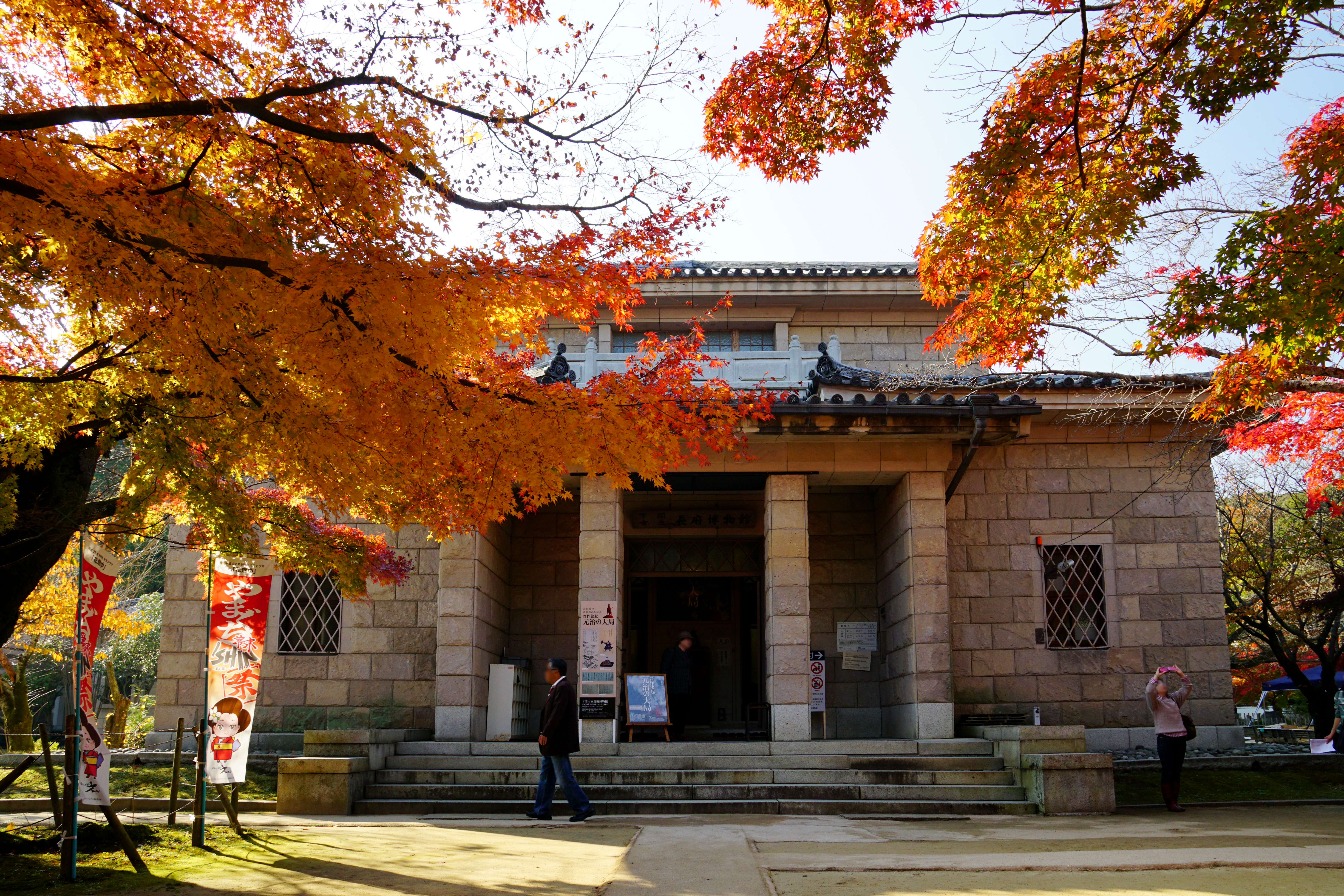
旧長門尊攘堂

## 境内
- 総門
- 山門
- 仏殿

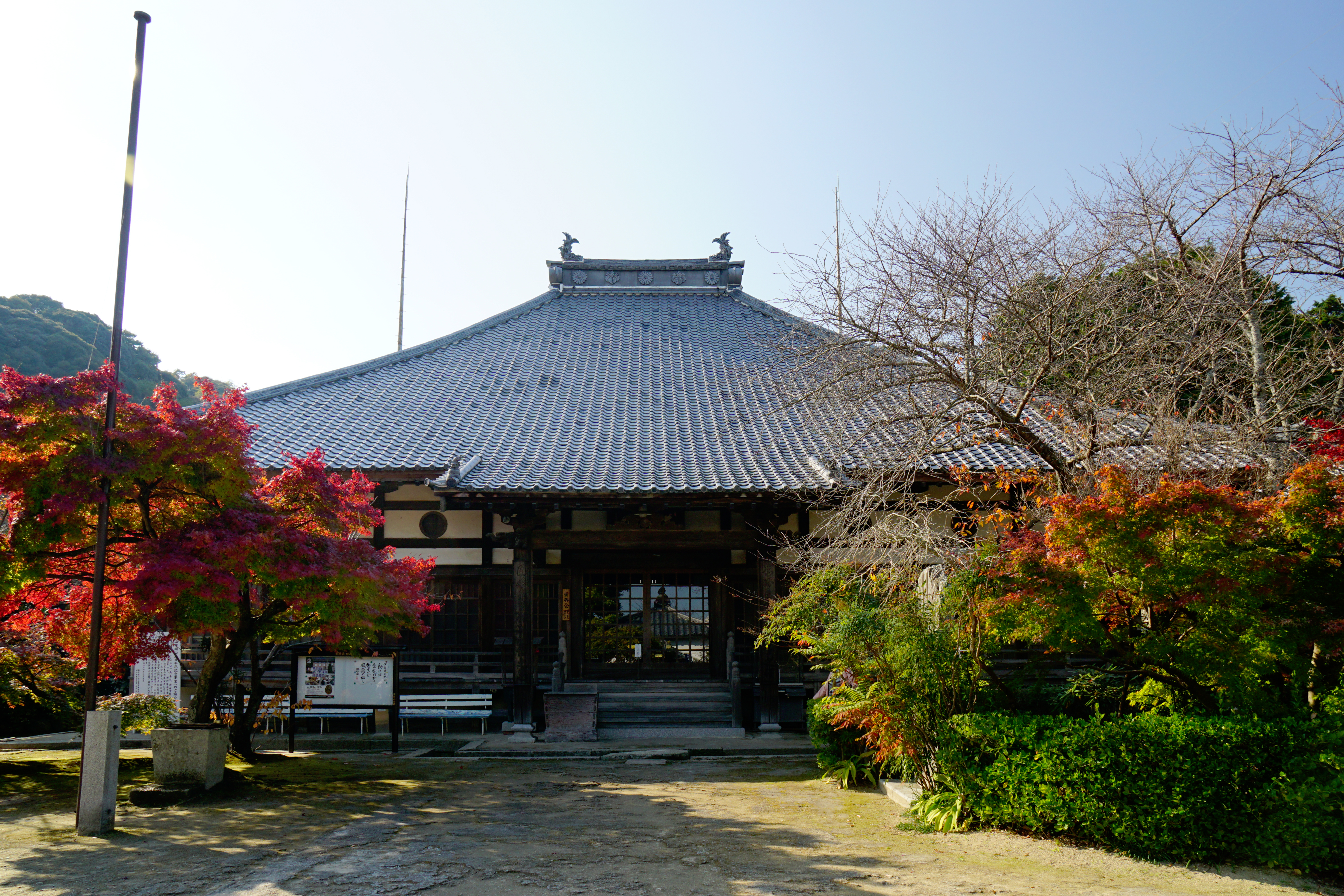
法堂
- 書院
- 庫裡
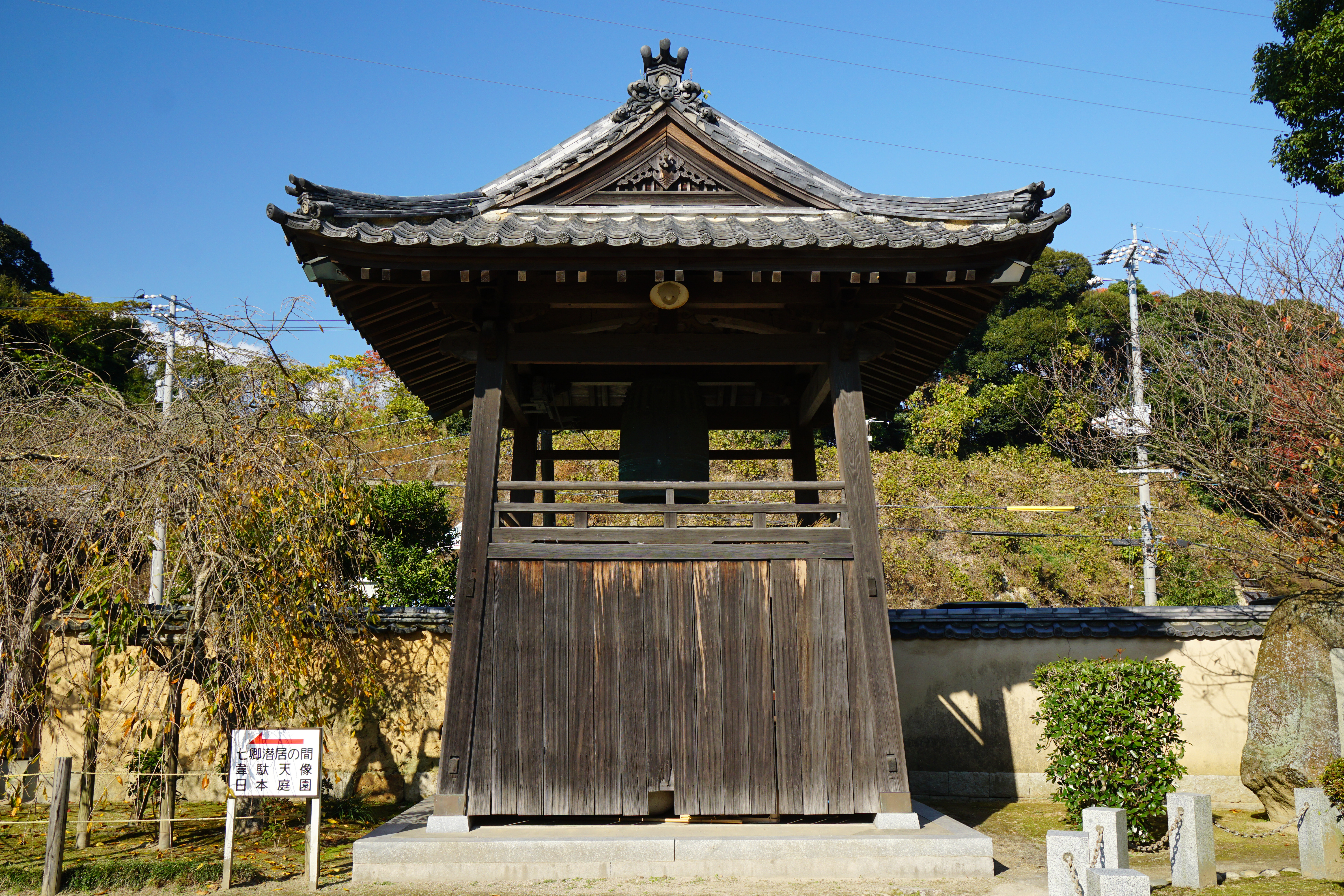
鐘楼
- 経蔵
- 毛利家廟所
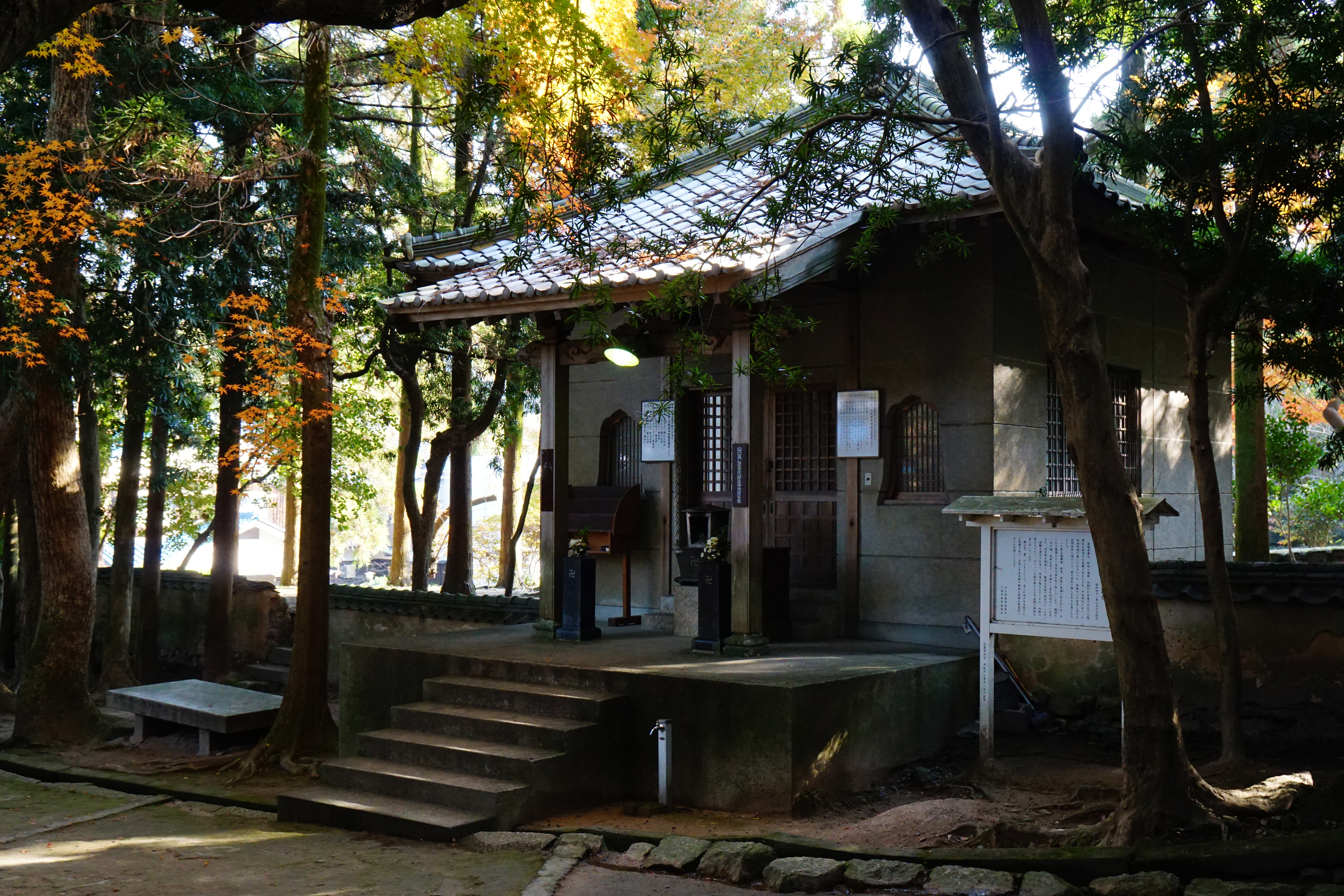
地蔵堂
- 高杉晋作像

- 法堂
- 鐘楼
- 地蔵堂

### 墓所
- 大内義長
- 長府毛利氏歴代
- 三吉慎蔵
- 三吉周亮

### その他
- 高杉晋作挙兵（回天義挙）像
- 旧長門尊攘堂 - 登録有形文化財。収蔵品は長府毛利家や明治維新関連のものが中心。
- 万骨塔 - 明治維新に殉じた志士を供養するため、全国から寄せられた石が組まれている。

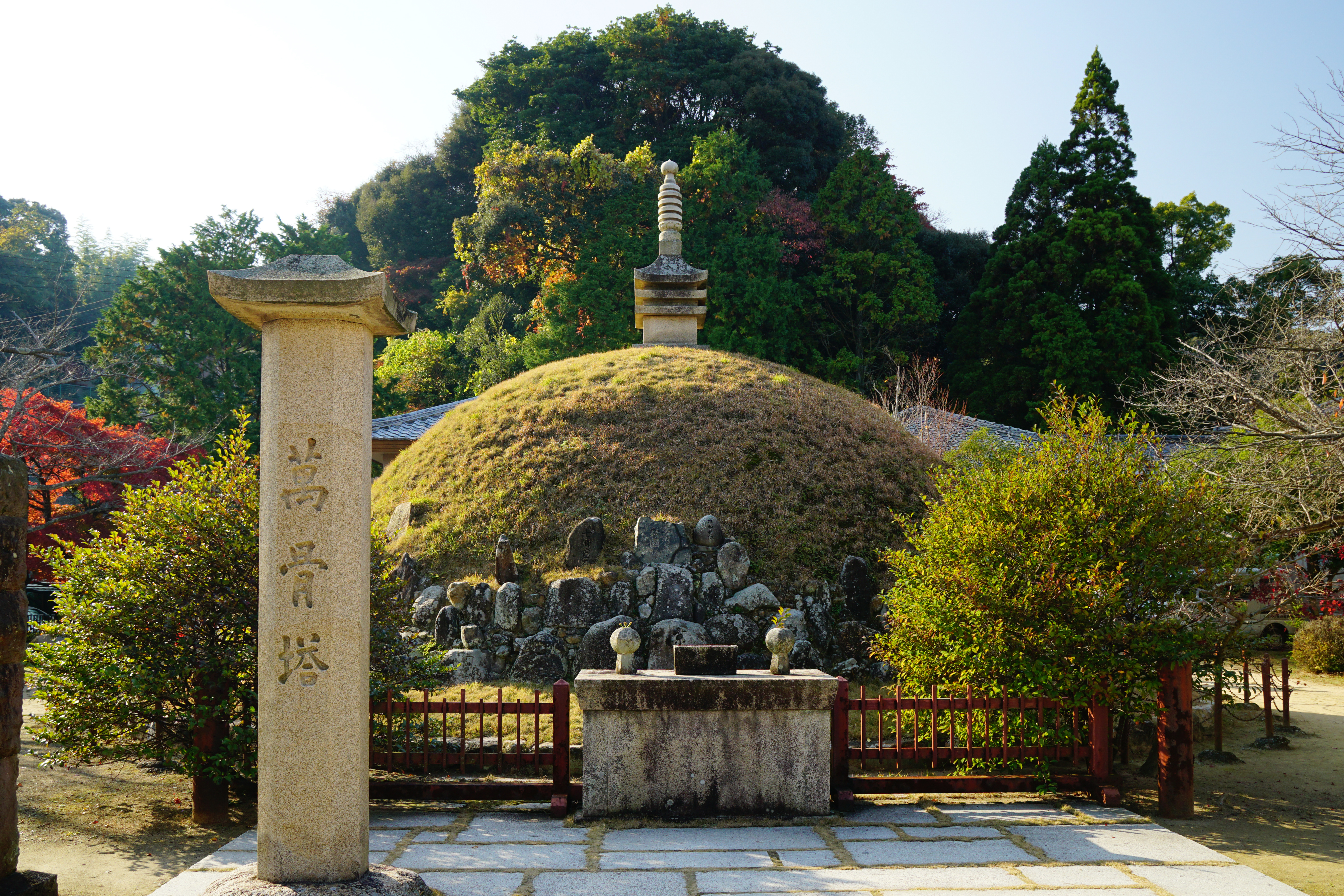
万骨塔

## 交通アクセス
- JR山陽本線長府駅から車で15分
- サンデンバス城下町長府バス停から徒歩5分

## 前後の札所
中国三十三観音霊場
18 宗麟寺 -- 19 功山寺 -- 20 大照院
山陽花の寺二十四か寺
8 東行庵 -- 9 功山寺 -- 10 木山寺